# فادي غصن
فادي غصن هو لاعب كرة قدم لبناني في مركز الدفاع، ولد في 15 مايو 1979 في دولة فلسطين. شارك مع منتخب لبنان لكرة القدم. أما مع النوادي، فقد لعب مع نادي الأنصار.

## وصلات خارجية
- فادي غصن على موقع قاعدة بيانات كرة القدم.إي يو (الإنجليزية)
- فادي غصن على موقع ناشيونال فوتبول تيمز (الإنجليزية)